# Las Tres Villas
Las Tres Villas – gmina w Hiszpanii, w prowincji Almería, w Andaluzji, o powierzchni 85,35 km². W 2011 roku gmina liczyła 665 mieszkańców.